# Azadirachta
Azadirachta és un gènere de plantes de la família de les meliàcies (Meliaceae).

## Taxonomia
Malgrat que s'han descrit moltes espècies, aquest gènere només té dues espècies reconegudes:
- Azadirachta excelsa
- Azadirachta indica - Nim (anglès "neem") o arbre del nim